# Oliver Scholfield
Pour les articles homonymes, voir Scholfield.
Oliver Scholfield est un joueur de hockey sur gazon canadien évoluant au poste de milieu de terrain au Vancouver Hawks et avec l'équipe nationale canadienne.

## Biographie
Oliver est né le 11 septembre 1993 à Scarborough dans la province d'Ontario.

## Carrière
Il a été appelé en équipe nationale première en 2021 pour concourir aux Jeux olympiques d'été à Tokyo, au Japon,.

## Palmarès
- : 2e à la Coupe d'Amérique en 2017
- : 2e aux Jeux panaméricains en 2019
- : 3e à la Coupe d'Amérique en 2022